# Salaison et charcuterie de cochon corse

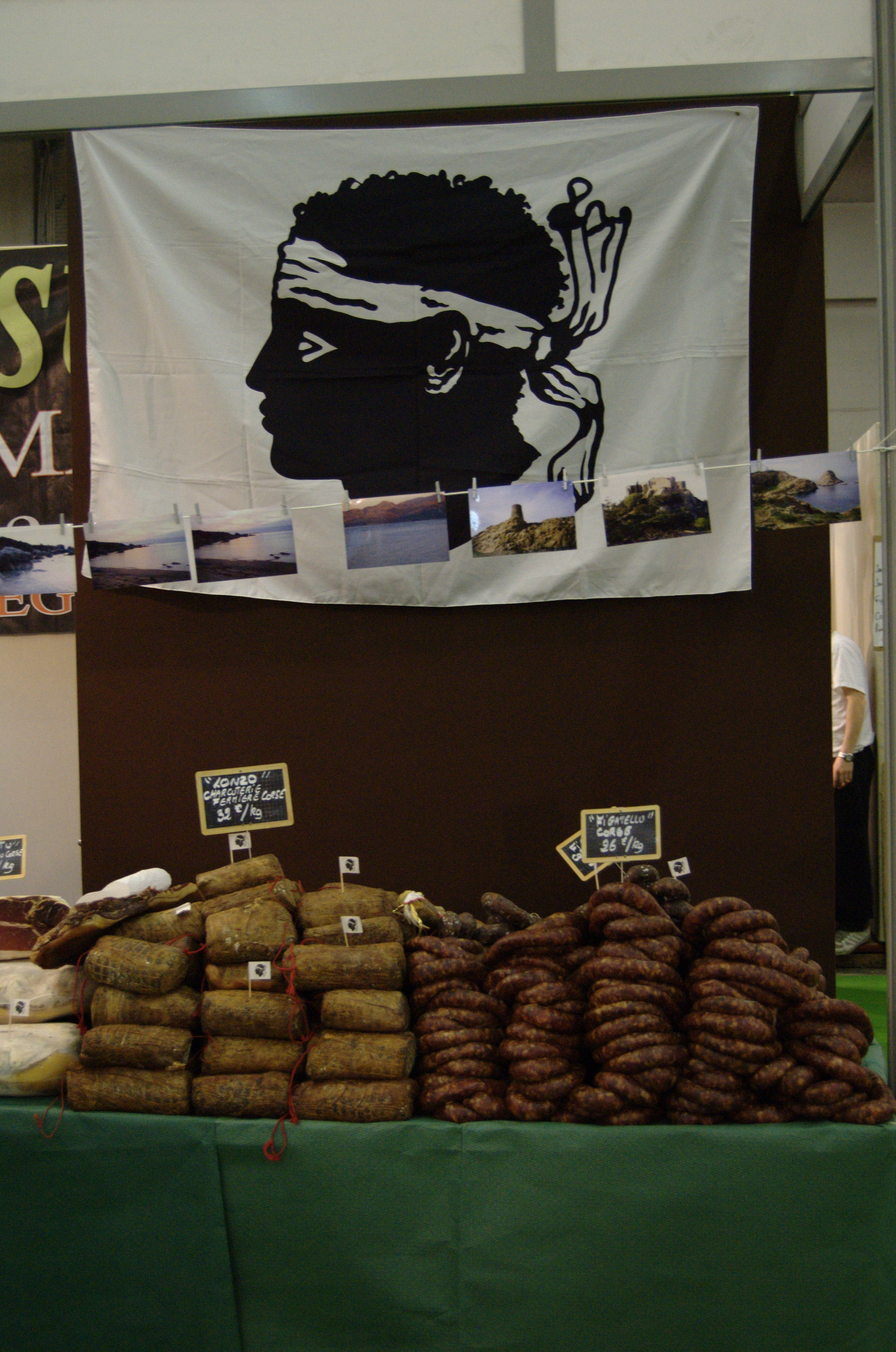
Étal de salaisons corses au salon international de l'agriculture 2009.

La salaison et charcuterie de cochon corse est un élément important de l'alimentation et de la culture dans la Corse. Si traditionnellement les charcuteries corses sont transformées à partir de porc insulaire de type porcu nustrale, environ 90 % des fabrications sont issues aujourd'hui de carcasses de porc importées (porcs sur pied de Bretagne ou morceaux prédécoupés en provenance d'Espagne ou des Pays-Bas),.

## Particularités d'élevage et méthodes d'obtention

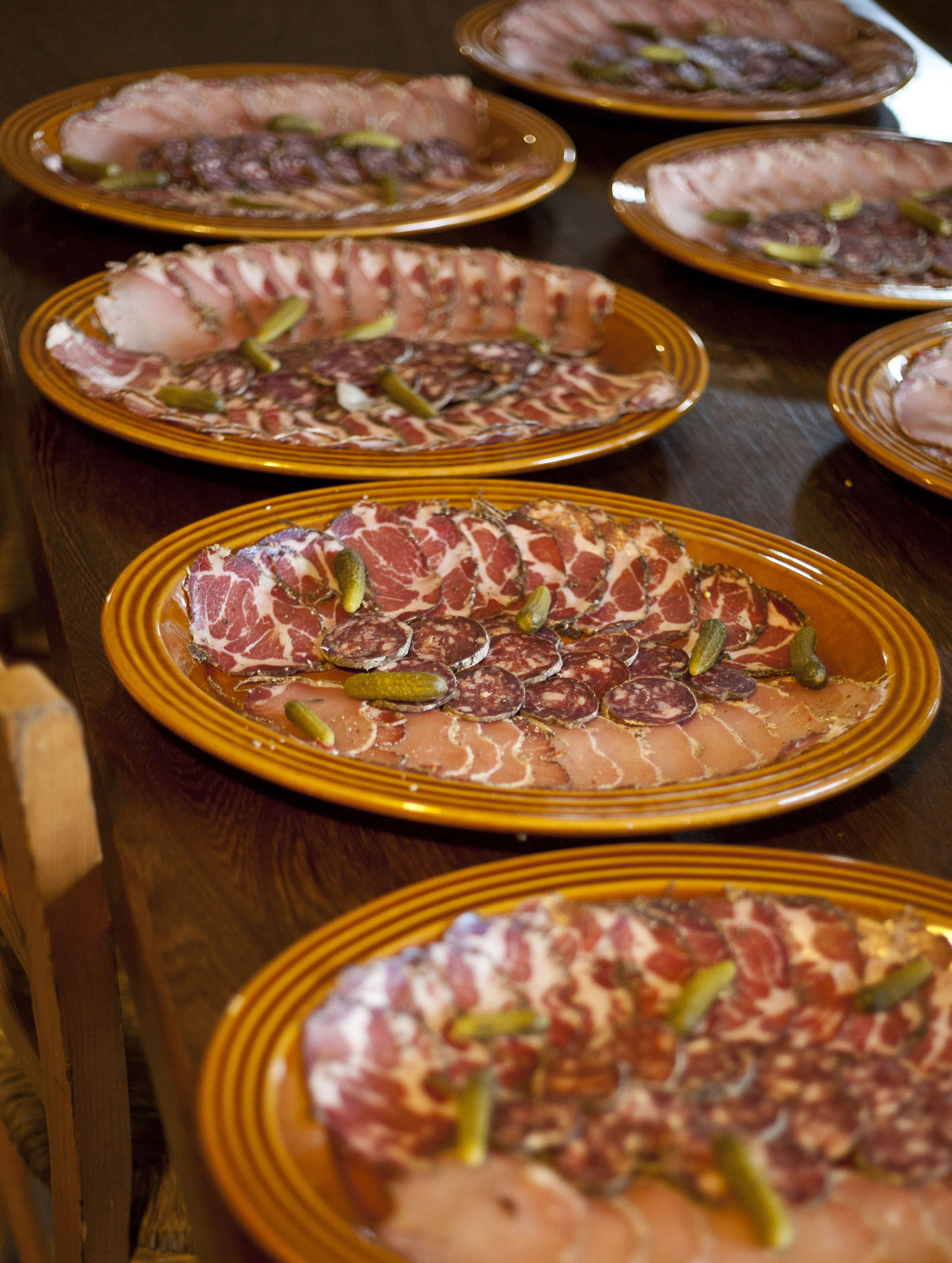
Assiettes de charcuterie variées

Usuellement, en Corse, le porcu nustrale est élevé en semi-liberté dans un environnement de forêts et de maquis où il trouve une nourriture constituée de divers végétaux et animaux, tels que les châtaignes, les glands, les racines des arbustes, les vers, les insectes, etc. Cette alimentation permet un élevage durable de cochons offrant une viande de qualité nutritive élevée, que les agriculteurs producteurs fermiers et les artisans corses transforment en salaisons et charcuteries traditionnelles. L'élaboration se fait selon différents cycles de préparation :
- Abattage de l'animal ;
- Dépeçage ;
- Découpe de la carcasse ;
- Salaison des morceaux ;
- Aération de la viande (pendant plusieurs jours), en la retournant périodiquement ;
- Rinçage de la viande au vin ;
- Macération de la viande avec ajout d'ingrédients supplémentaires pour l'assaisonnement ;
- Séchage de la viande et ajout de poivre ;
- Embossage du hachis (viande, tripe...) et ficelage.
- Fumage au feu de bois (généralement bois de hêtre).
- Mise au séchoir, où la salaison s'affinera pour parfaire son goût.

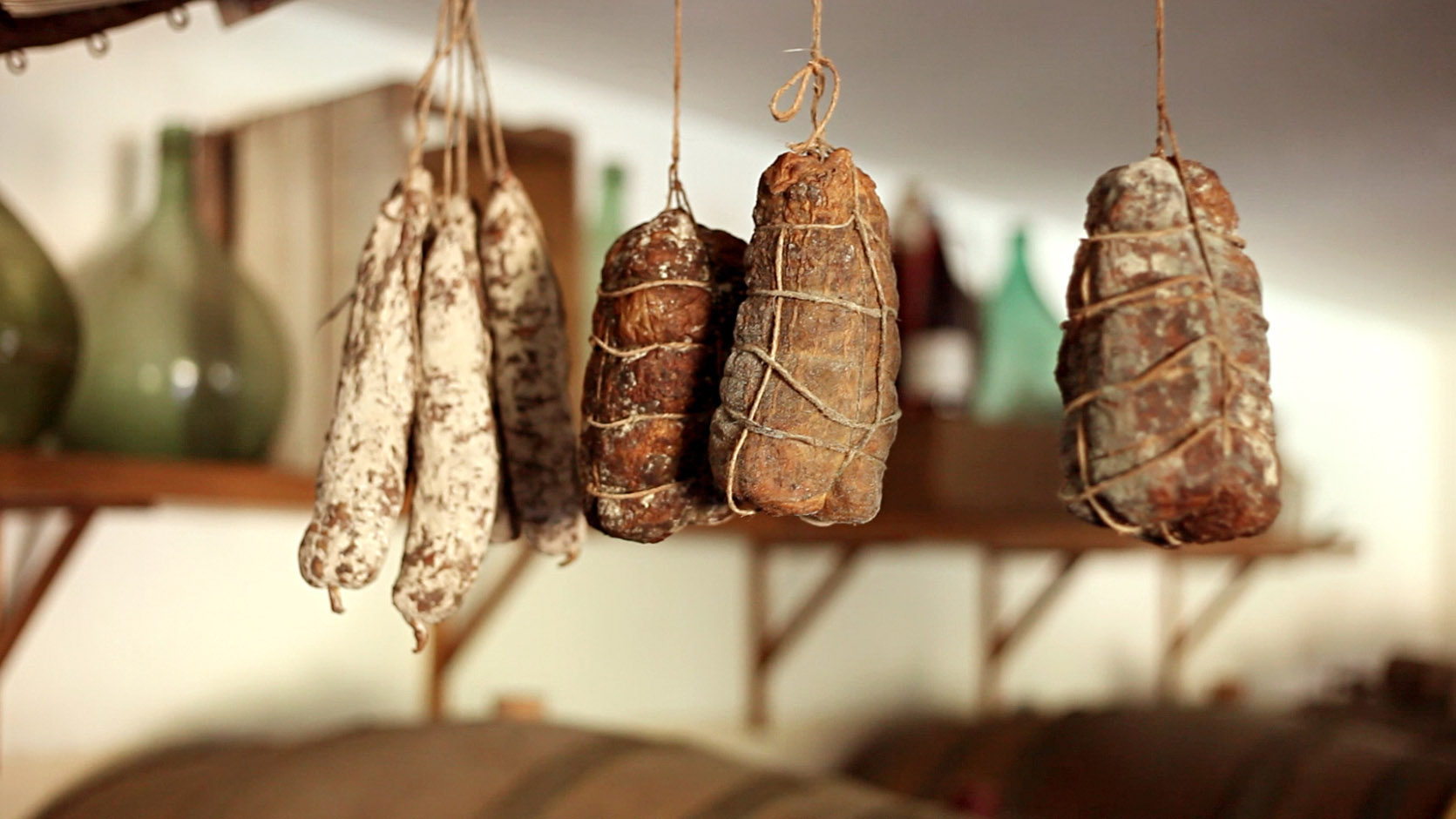
Charcuterie en train de sécher
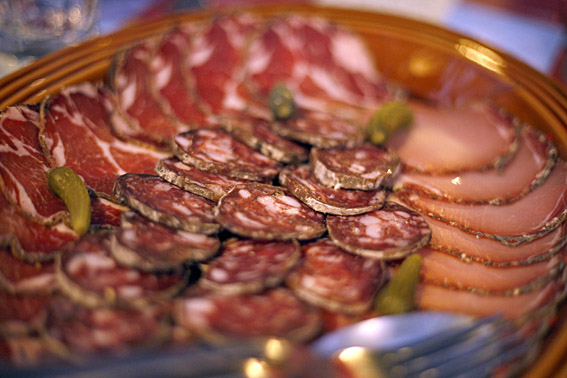
Plateau de charcuterie
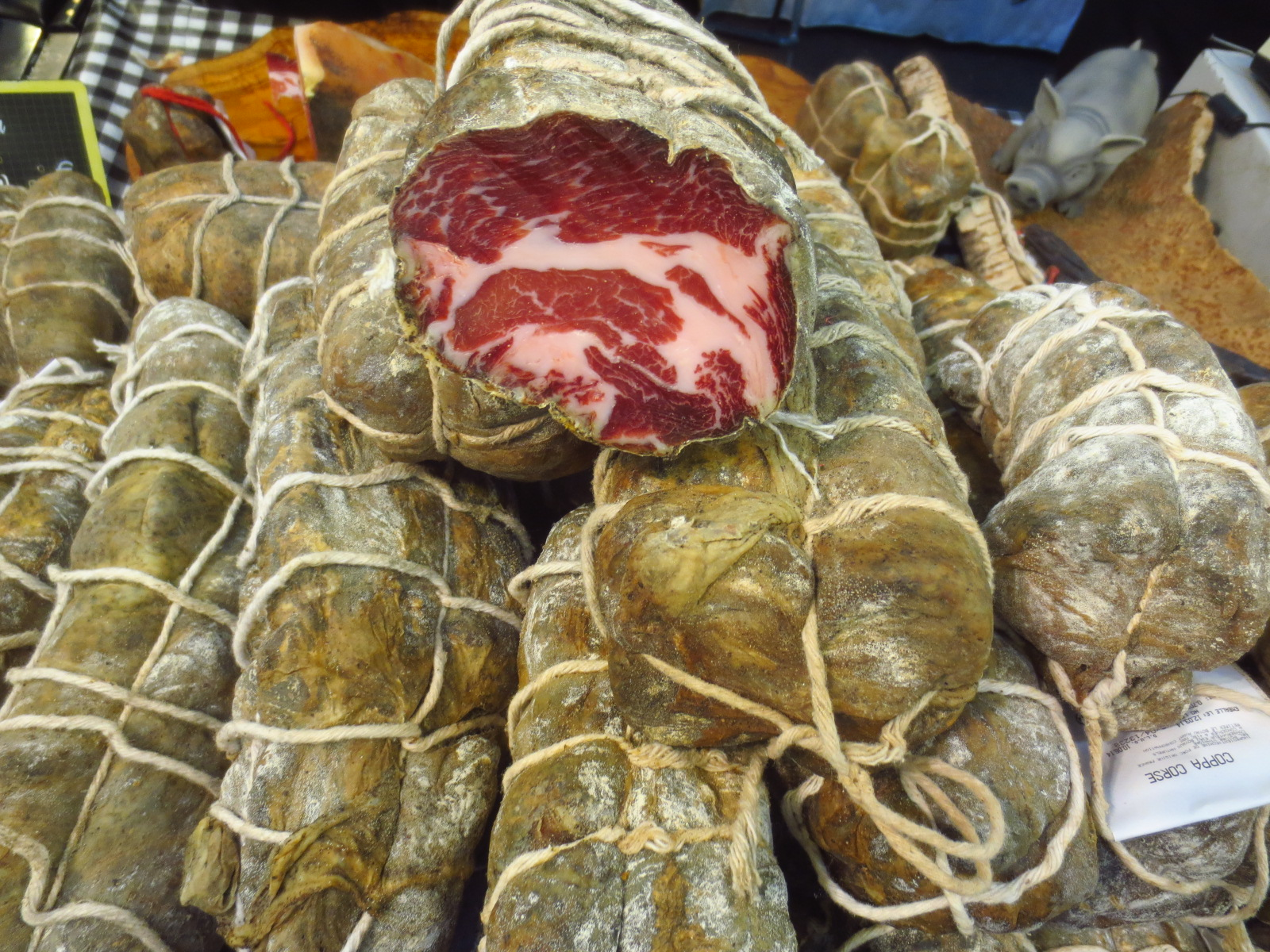
Coppa sur un étal
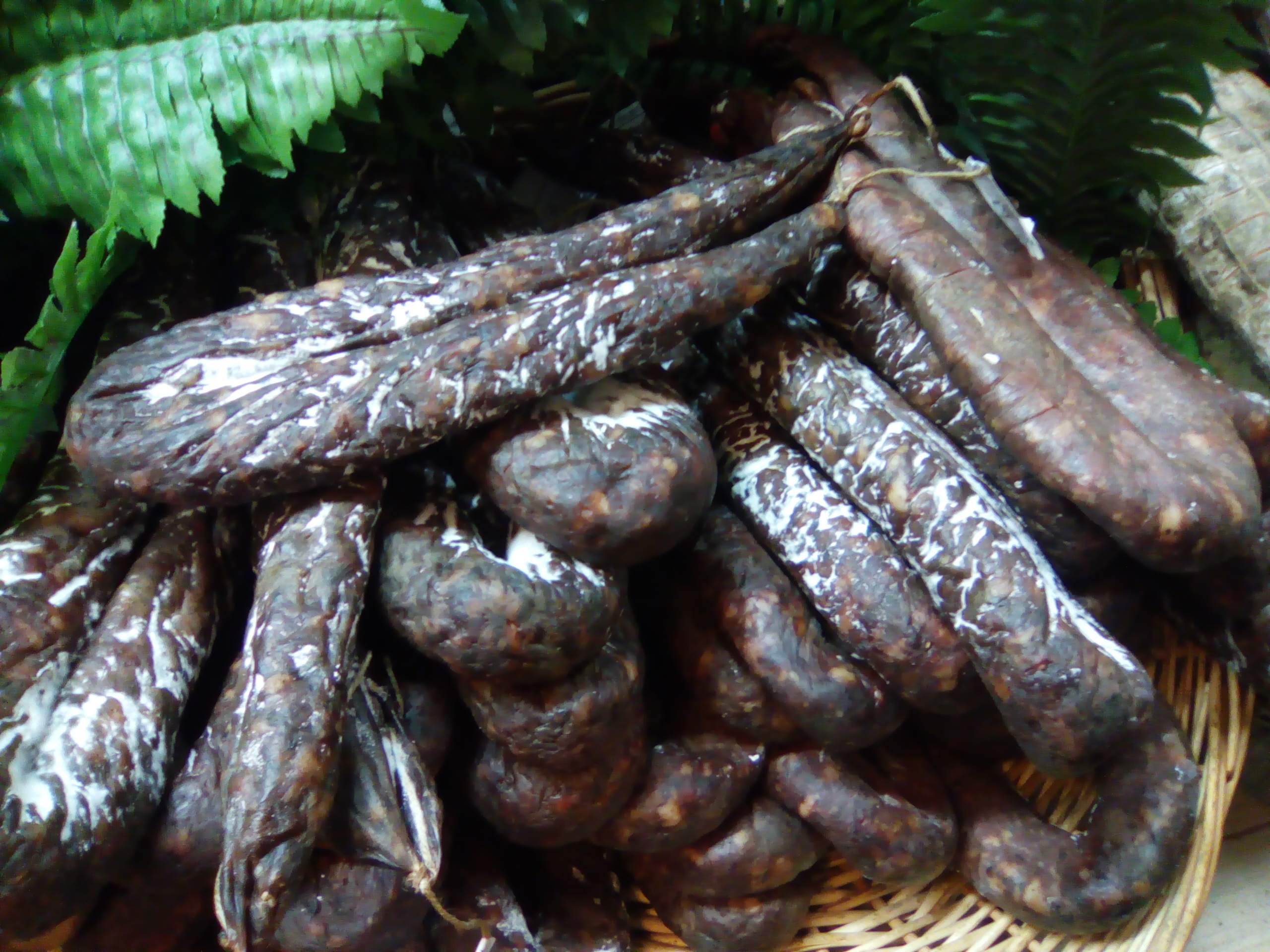
Figatelli
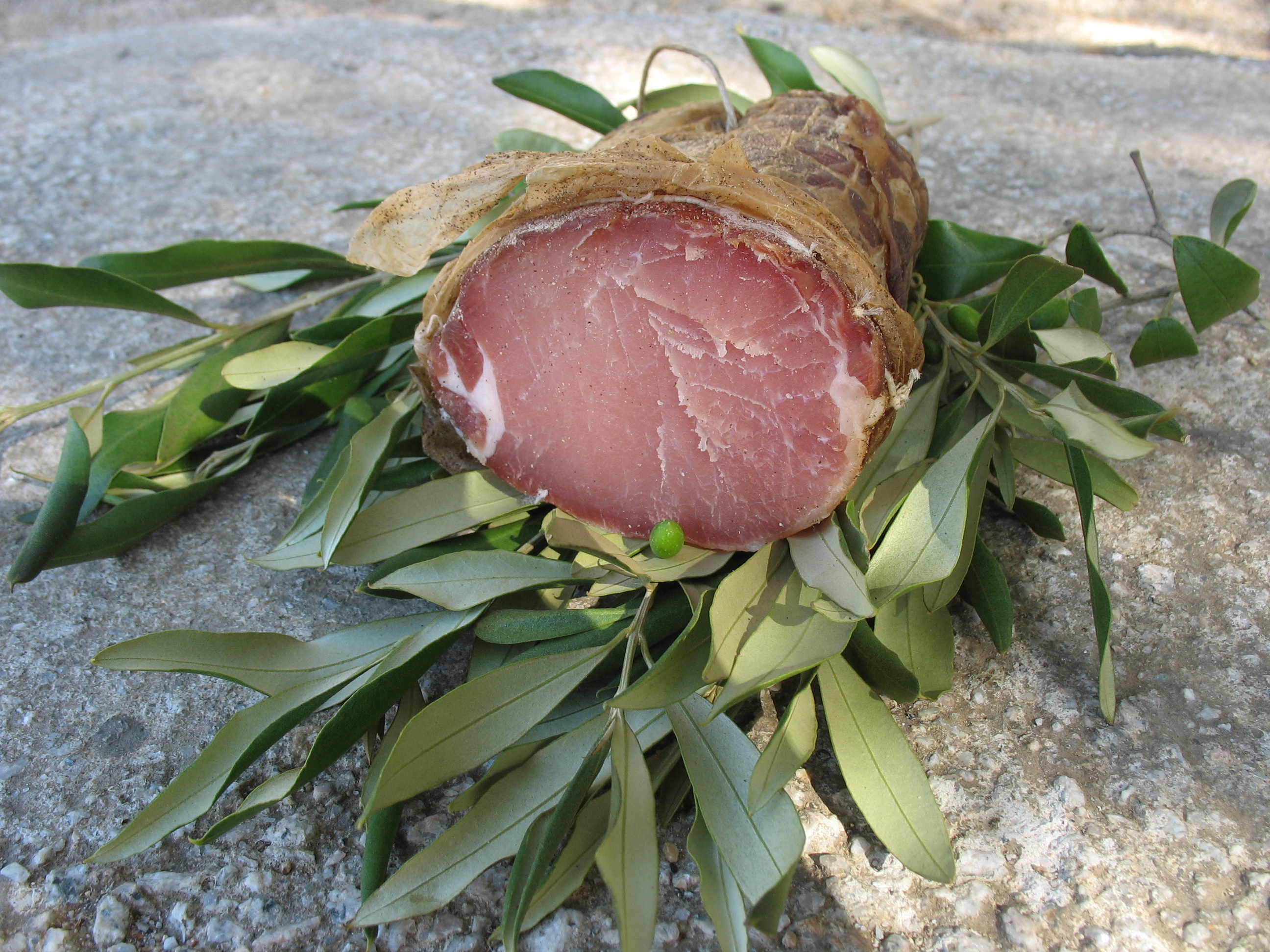
Demi lonzu

Quelques salaisons :
- Coppa (700 à 800 gr.). Consommation : tel quel, en général bien sèche. Faite à partir d'échine, sel, poivre.
- Lonzu (700 à 800 gr.). Consommation : tel quel, les tranches peuvent être fines ou plutôt épaisses. Le lonzu ne doit pas être trop sec. Fait à partir de filets, sel, poivre.
- Figatellu (300g). Consommation : bien grillé au feu de bois, dans du pain ou en plat principal (accompagné de pommes de terre ou de pulenda). Fait en saucisse de foie, salée, épicée.

## Le cas des salaisons exotiques
Les saucissons d'ânes et de sangliers ne sont pas liés aux usages alimentaires corses. Leur invention en revient à l'industrie agroalimentaire dont l'offre est soutenue grâce au marketing et bénéficiant maintenant d'une forte demande commerciale. Cette croyance touristique et la commercialisation de ce produit, qui ne fait pas partie de la charcuterie corse traditionnelle, font l'objet d'une satire dans la série de bande dessinée Petru Santu.